# 후루츠패밀리
후루츠패밀리(영어: FruitsFamily)는 2019년 6월에 설립된 대한민국 최초의 세컨핸드 패션 중고거래 플랫폼이다.

## 역사
후루츠패밀리는 2019년 대한민국 서울에서 창립 되었다. 원래는 빈티지 의류를 전문적으로 거래하는 서비스를 기획 했지만, 디자이너 패션 세컨핸드 거래 서비스로 바꾸어 출시하였다. 2022년 프리 A 투자 유치를 마친 현재는 빈티지부터 하이엔드 의류까지 모두 활발히 거래 되고 있다.